# Florae Siculae Synopsis
Florae Siculae Synopsis (abreujat Fl. Sicul. Syn.) és un llibre il·lustrat amb descripcions botàniques que va ser escrit pel botànic italià Giovanni Gussone. Es va publicar en dos volums en els anys 1843 - 1845 amb el nom de Florae Siculae Synopsis, [exhibens plantes vasculars in Sicília insulisque adjacentibus huc usque detectes secundum systema Linneanum dipositas]. Neapoli.